# Liste der Monuments historiques in Meaux
Die Liste der Monuments historiques in Meaux führt die Monuments historiques in der französischen Stadt Meaux auf.

## Liste der Bauwerke
| Bezeichnung                    | Beschreibung                                | Standort                             | Kennzeichnung | Schutzstatus   | Datum     | Bild           |
| ------------------------------ | ------------------------------------------- | ------------------------------------ | ------------- | -------------- | --------- | -------------- |
| Kathedrale St-Étienne          | Erbaut zwischen dem 12. und 16. Jahrhundert | (Lage)                               | PA00087087    | Classé         | 1840      | weitere Bilder |
| Kapelle Notre-Dame de Chaâge   | Erbaut 1936                                 | 20, rue de Chaâge (Lage)             | PA77000011    | Inscrit        | 1998      |                |
| Kirche St-Christophe           |                                             | 26, rue du Grand-Cerf (Lage)         | PA00087088    | Inscrit        | 1970      | weitere Bilder |
| Hôtel Macé de Montoury         | Erbaut im 18. Jahrhundert                   | 38, rue Saint-Rémy (Lage)            | PA00087089    | Inscrit        | 1987      | weitere Bilder |
| Hôtel Marquelet de la Noue     | Erbaut im 17./18. Jahrhundert               | 6, rue des Vieux-Moulins (Lage)      | PA00087090    | Inscrit        | 1978      | weitere Bilder |
| Haus                           |                                             | 14, rue de la Cordonnerie (Lage)     | PA00087091    | Inscrit        | 1934      |                |
| Monastère de la Visitation     |                                             | 41, rue du Chaâge (Lage)             | PA00087092    | Inscrit        | 1934      |                |
| Monument de la Liberté éplorée | Erbaut 1932                                 | Route de Varreddes (Lage)            | PA00087337    | Inscrit        | 1990      | weitere Bilder |
| Ehemaliger Bischofspalast      | Erbaut im 17./18. Jahrhundert               | 1bis, place Charles-de-Gaulle (Lage) | PA00087093    | Classé         | 1910 1984 | weitere Bilder |
| Gallo-römisches Heiligtum      | Erbaut im 1./2. Jahrhundert                 | Rue Jehan de Brie (Lage)             | PA77000006    | Inscrit        | 1997      |                |
| Seminar                        | Erbaut ab dem 15. Jahrhundert               | (Lage)                               | PA00087094    | Classé Inscrit | 1913 1943 | weitere Bilder |
| Antikes Theater                | Erbaut im 1./2. Jahrhundert                 | 94, rue de Châage (Lage)             | PA77000007    | Inscrit        | 1997      | weitere Bilder |

## Liste der Objekte
Zum Verständnis siehe: Kirchenausstattung
- Monuments historiques (Objekte) in Meaux in der Base Palissy des französischen Kultusministeriums